# Bertuccio Bagarotto
Bertuccio Bagarotto (Padova, 1445 – Venezia, 1º dicembre 1509) è stato un diplomatico italiano, al servizio della Repubblica di Venezia.

## Biografia
Dopo la disfatta di Venezia nella battaglia di Agnadello e in seguito alla caduta di Padova sotto gli Imperiali di Massimiliano I d'Asburgo, Bagarotto accettò da questi la carica di Deputato ad utilia pensando in questo modo di riuscire in qualche maniera a tutelare gli interessi della Repubblica Veneziana, ma questa mossa fu dalla Repubblica veneta mal interpretata.
Nella notte fra il 16 e il 17 luglio le truppe veneziane riconquistarono Padova: il provveditore Andrea Gritti arrestò Bagarotto con l'accusa di alto tradimento e lo portò in catene a Venezia, dove fu condannato a morte e giustiziato per impiccagione il 1º dicembre di quello stesso 1509 assieme ad altri tre notabili padovani: Alberto Trapolin, Lodovico Conte e Giacomo da Lion.
Negli anni a seguire l'innocenza di Bagarotto fu ampiamente dimostrata e Venezia cercò la conciliazione con la città di Padova per questo errore giudiziario attraverso matrimoni di interesse: Nicolò Aurelio, il segretario del Consiglio dei Dieci, convolò a nozze con Laura Bagarotto (figlia di Bertuccio); questo evento fu celebrato nel quadro del Tiziano Amor Sacro e Amor Profano e in opere architettoniche come la Corte Lando, una serie di 12 costruzioni abitative ad uso popolare realizzata su ordine testamentario di Marco Lando a Padova con i soldi provenienti dalla vendita dei terreni sequestrati a Bertuccio Bagarotto.